# Лівуд (Канзас)
Лівуд (англ. Leawood) — місто (англ. city) в США, в окрузі Джонсон штату Канзас. Населення — 33 902 особи (2020).

## Географія
Лівуд розташований за координатами 38°54′26″ пн. ш. 94°37′31″ зх. д. / 38.90722° пн. ш. 94.62528° зх. д. (38.907263, -94.625240).  За даними Бюро перепису населення США в 2010 році місто мало площу 39,28 км², з яких 39,01 км² — суходіл та 0,27 км² — водойми.

## Демографія
Згідно з переписом 2010 року, у місті мешкало 31 867 осіб у 11 781 домогосподарстві у складі 9367 родин. Густота населення становила 811 особа/км².  Було 12384 помешкання (315/км²).
Расовий склад населення:
| - 92,3 % — білих - 3,8 % — азіатів - 1,9 % — чорних або афроамериканців - 0,1 % — корінних американців |

До двох чи більше рас належало 1,4 %. Частка іспаномовних становила 2,2 % від усіх жителів.
За віковим діапазоном населення розподілялося таким чином: 28,1 % — особи молодші 18 років, 56,6 % — особи у віці 18—64 років, 15,3 % — особи у віці 65 років та старші. Медіана віку мешканця становила 44,7 року. На 100 осіб жіночої статі у місті припадало 94,3 чоловіків;  на 100 жінок у віці від 18 років та старших — 91,2 чоловіків також старших 18 років.
Середній дохід на одне домашнє господарство  становив 216 729 доларів США (медіана — 139 384), а середній дохід на одну сім'ю — 250 670 доларів (медіана — 161 747). Медіана доходів становила 129 524 долари для чоловіків та 70 545 доларів для жінок. За межею бідності перебувало 2,9 % осіб, у тому числі 2,9 % дітей у віці до 18 років та 4,1 % осіб у віці 65 років та старших.
Цивільне працевлаштоване населення становило 15 748 осіб. Основні галузі зайнятості: науковці, спеціалісти, менеджери — 21,8 %, освіта, охорона здоров'я та соціальна допомога — 21,5 %, фінанси, страхування та нерухомість — 13,5 %, роздрібна торгівля — 11,4 %.